# Xã Richmond, Quận Tioga, Pennsylvania
Xã Richmond (tiếng Anh: Richmond Township) là một xã thuộc quận Tioga, tiểu bang Pennsylvania, Hoa Kỳ. Năm 2010, dân số của xã này là 2.396 người.